# Eunice cedroensis
Eunice cedroensis är en ringmaskart som beskrevs av Fauchald 1970. Eunice cedroensis ingår i släktet Eunice och familjen Eunicidae. Inga underarter finns listade i Catalogue of Life.